# Priobium punctatum
Priobium punctatum är en skalbaggsart som först beskrevs av Leconte 1859.  Priobium punctatum ingår i släktet Priobium och familjen trägnagare. Inga underarter finns listade i Catalogue of Life.